# Metropolitanskolen
Metropolitanskolen var et gymnasium i Danmark, der senest lå i Struenseegade på Nørrebro i København. Gymnasiet blev grundlagt i 1209 af Peder Sunesen, der var biskop i Roskilde. I 800 år udviklede den sig fra katolsk klosterskole til latinskole og eliteskole for samfundets spidser til at blive et gymnasium. I sine sidste år fik skolen økonomiske problemer, så i 2010 fusionerede Metropolitanskolen med Østre Borgerdyd Gymnasium og dannede det nye gymnasium Gefion Gymnasium. Metropolitanskolen er landskendt fra Hans Scherfigs filmatiserede roman Det forsømte forår.

## Historie
Vor Frue Skole eller Domskolen lå ved Frue Plads. Skolen og Vor Frues Kapitel fik i fællesskab ansvaret for at uddanne gejstlige. Eleverne hed i middelalderen "peblinge", af gammeldansk pæpling, egentlig "lille præst". Peblingesøen skal have fået sit navn, fordi de første metropolitanere badede i søen. Senere blev skolens elever kaldt "disciple".
Skolen lå i 1377 nord for Frue Kirke tæt ved Nørregade, men lå i 1468 - 1807 syd for kirken, mellem det nuværende Dyrkøb og Skindergade. Ved reformationen kom skolen under magistratens varetægt, og Københavns tre sognekirker - Vor Frue, Helligåndskirken og Skt. Nicolai - forpligtede sig i 1548 til at bidrage til dens istandsættelse og vedligehold. Skolemesteren blev også pålagt at lede kirkesangen i Frue Kirke sammen med en hører. Fra reformationen og 200 år frem blev skolen regnet for en fattigskole. Det ændrede sig i 1797, da den blev forsøgsskole. Den nye skolereform skulle afprøves, og kun en lille udvalgt skare af elever fik lov til at blive. Det ændrede sig igen i 1801, hvorefter eleverne ikke mere skulle synge i kirken. I stedet blev forældrene afkrævet skolepenge. Dermed blev den også en skole for det bedre borgerskab.
Under Københavns brand i 1728 brændte skolen ned, men var allerede genopført i 1731. Den nye bygning var grundmuret og vendte ud mod Frue kirkegård. Foruden skolestuer var der værelser for hørerne, mens rektor og konrektor fik en særskilt bolig ud mod Skindergade. Under Københavns bombardement i 1807 blev skolen igen ødelagt, og undervisningen foregik frem til 1808 i Vajsenhuset, derefter i Trinitatis præstegård i Kannikestræde. I 1811 påbegyndtes en ny skolebygning i Fiolstræde for enden af Frue Plads. Denne bygning blev indviet 23. april 1816 i nærvær af Frederik 6., 132 disciple og lærerkorpset; men den var kun beregnet for 100 elever, og efter indførelsen af matematisk-naturvidenskabelig retning i 1871 og nysproglig i 1903 voksede elevtallet og pladsbehovet. Mulighed for udvidelse fandtes ikke, så i 1938 flyttede skolen til en bygning i Struenseegade, der havde huset Femmers Kvindeseminarium og senere Hans Egedesgades Skole, der blev nedlagt, da Metropolitanskolen flyttede ind. Efter gymnasiets nedlæggelse overtog Det frie Gymnasium bygningen i Struenseegade og oprettede en ekstra filial der.
I 1802 fik skolen navnet Kjøbenhavns Latinske Cathedralskole. Det førte til protester fra Roskilde Katedralskole, da begge skoler lå i Sjællands Stift, og der kun måtte være én katedralskole i hvert stift. Som et kompromis fik skolen ved kongelig resolution af 19. september 1817 sit sidste navn: Metropolitanskolen. I 2009 fejrede skolen 800 års jubilæum. Men i 2010 var det slut, da den blev sammenlagt med Østre Borgerdyd Gymnasium som Gefion Gymnasium.
Skolen er nok bedst kendt gennem Hans Scherfigs bidende satiriske roman, Det forsømte forår der udkom i 1940. Skolen var kendt som en institution rettet mod eliten - den absolut øvre middelklasse og borgerskabet - og ikke mindst skulle den være en drengeskole. I 1860 udtalte skolens rektor, Birch: "Navnlig i Overgangsalderen, d.v.s. i alderen mellem det 14. og 18. Aar behøver den unge Kvinde, for at de hende ejendommelige Organer kunne udvikle sig sundt og naturligt til, visse regelmæssigt anstrengende Arbeider, som en Skole, hvis hele Ordning er truffen med Drengens Fysiske Udvikling for Øre, ikke vil kunne indrømme hende. Forsømmelse af det i denne Henseende Fornødne, vil efter Lægers Vidnesbyrd udsætte hende for høist alvorlige Farer, for mangehaande Sygdomme: Svækkelse i de vigtigste Livsfunktioner og Udygtighed til at opfylde hendes Fremtids Bestemmelser." Først i 1923 fik skolen en kvindelig elev, Olga Geertzen - 50 år efter, at kvinder havde fået adgang til universitetet.
I sine seneste år var skolens grundlag et helt andet, og man formåede at åbne og ændre den i takt med tiden. I 2009 blev skolen hårdt ramt af nye finansieringsmodeller, der tilgodeså de gymnasier, der hurtigst bragte flest elever frem til studentereksamen. Skolen fik svært ved at tiltrække elever og få økonomien til at løbe rundt. I slutningen var den kendt som et af de danske gymnasier, der havde den højeste andel af andengenerationsindvandrere.

## Vigtige årstal
- 1209 formodes oprettet sammen med Vor Frue Kirkes kapitel, og kaldes Domskolen eller Vor Frue Skole
- 1246 nævnes en rektor Toti ved skolen
- 1377 skolen lå nord for Vor Frue Kirke ved Nørregade
- 1468 skolen lå syd for Vor Frue Kirke mellem nuværende Dyrkøb og Skindergade
- 1807 skolen ødelagdes under bombardementet i starten af september, midlertidig undervisning i Vajsenhuset og senere Trinitatis præstegård
- 1816 den 23. april indviedes den ny skolebygning i Fiolstræde øst for Vor Frue Kirke, tegnet af C.F. Hansen
- 1817 ved kongelig resolution 19. september 1817 fik skolen navnet Metropolitanskolen
- 1923 piger fik adgang til den klassisk-sproglige linje
- 1938 flyttede til Struenseegade 50 i en bygning tegnet af Alf Cock-Clausen
- 1955 piger fik adgang til den nysproglige linje
- 1957 piger fik adgang til den matematisk-naturvidenskabelige linje
- 1986 overtoges fra 1. januar af Københavns Kommune
- 2007 gjordes fra 1. januar til en selvejende institution under staten
- 2009 skolen havde 800 års jubilæum. Dette fejredes d. 4. september ved et arrangement på Københavns Universitet
- 2009 udgav Post Danmark to frimærker tegnet af Roald Als i anledning af skolens 800 års jubilæum
- 2010 skolen fusionerede med Østre Borgerdyd Gymnasium. Det nye navn er Gefion Gymnasium

## Ledelse (rektorer)
Denne liste er ufuldstændig; hjælp gerne med at udfylde den.
- 1246 Toti
- 1577-1582 Niels Krag
- 1638-1646 Søren Pedersen Kalundborg
- 1698-1705 Søren Glud
- 1777-1803 Skúli Thorlacius
- 1844-1871 Bonaparte Borgen
- 1871-1882 Frederik Christian Carl Birch
- 1882-1885 Lorentz Andreas Christian Bergmann
- 1885-1902 Valdemar Antonius Bloch
- 1902-1918 Hjalmar Rafn[8]
- 1918-1921 Oluf Krag
- 1921-1927 Karl Hude
- 1927-1940 Julius Nielsen (1874-1940)[9]
- 1942-1945 Vilhelm Lorenzen (konstitueret)
- 1945-1952 Henrik Bang (1882-1964)
- 1952-1967 Karl Nielsen (1906-1967)
- 1967-1992 Frans Handest (1927-2018)
- Sidste rektor før fusionen: Hans Lindemann